# Heliocontia perstructana
Heliocontia perstructana är en fjärilsart som beskrevs av Walker 1865. Heliocontia perstructana ingår i släktet Heliocontia och familjen nattflyn. Inga underarter finns listade i Catalogue of Life.